# Ice Challenge de 2017
Ice Challenge de 2017 (também conhecido por Leo Scheu Memorial de 2017) foi a quadragésima terceira edição do Ice Challenge, um evento anual de patinação artística no gelo. A competição foi disputada entre os dias 9 de novembro e 12 de novembro, na cidade de Graz, Áustria.

## Eventos
- Individual masculino
- Individual feminino
- Duplas
- Dança no gelo

## Medalhistas
| Evento                        | Ouro                                                | Prata                                             | Bronze                                          |
| Sênior                        |                                                     |                                                   |                                                 |
| Individual masculino detalhes | Daniel Grassl · Itália                              | Javier Raya · Espanha                             | Adrien Tesson · França                          |
| Individual feminino detalhes  | Daša Grm · Eslovênia                                | Giada Russo · Itália                              | Natalie Klotz · Áustria                         |
| Duplas detalhes               | Lena Kreitmeier · Anton Kempf · Alemanha            | nenhum outro competidor                           | nenhum outro competidor                         |
| Dança no gelo detalhes        | Cecilia Törn · Jussiville Partanen · Finlândia      | Lilah Fear · Lewis Gibson · Reino Unido           | Juulia Turkkila · Matthias Versluis · Finlândia |
| Júnior                        |                                                     |                                                   |                                                 |
| Individual masculino          | Jonathan Hess · Alemanha                            | Gabriele Frangipani · Itália                      | Nik Folini · Itália                             |
| Individual feminino           | Alessia Tornaghi · Itália                           | Stefanie Pesendorfer · Áustria                    | Julia Lang · Hungria                            |
| Duplas                        | Sara Carli · Marco Pauletti · Itália                | nenhum outro competidor                           | nenhum outro competidor                         |
| Dança no gelo                 | Sasha Fear · George Waddel · Reino Unido            | Ria Schwendinger · Valentin Wunderlich · Alemanha | Villö Marton · Danyil Semko · Hungria           |
| Noviço avançado               |                                                     |                                                   |                                                 |
| Individual masculino          | Davide Calderari · Alemanha                         | Mozes-Jozsef Berei · Áustria                      | Didier Dijkstra · Países Baixos                 |
| Individual feminino           | Zoe Gal · Hungria                                   | Regina Schermann · Hungria                        | Bernadett Szigeti · Hungria                     |
| Dança no gelo                 | Emily-Lucine Phillips · Jayin Panesar · Reino Unido | Lea Enderlein · Malte Brandt · Alemanha           | Klara Kazdova · Filip Strubl · República Tcheca |
| Noviço básico B               |                                                     |                                                   |                                                 |
| Individual feminino           | Vicky Jansen · Bélgica                              | Yana Collart · Bélgica                            | Teodora Luscalov · Áustria                      |
| Noviço básico A               |                                                     |                                                   |                                                 |
| Individual masculino          | Raphael Borics · Áustria                            | nenhum outro competidor                           | nenhum outro competidor                         |
| Individual feminino           | Anna Bodrone · Itália                               | Cintia Szabo · Hungria                            | Gaia Putaggio · Itália                          |

## Resultados

### Individual masculino
| Pos.              | Nome                     | Nacionalidade    | Pontos | PC        | PL         |
| ----------------- | ------------------------ | ---------------- | ------ | --------- | ---------- |
| Medalha de ouro   | Daniel Grassl            | Itália           | 209.88 | 72.34 (1) | 137.54 (1) |
| Medalha de prata  | Javier Raya              | Espanha          | 182.55 | 62.37 (2) | 120.18 (2) |
| Medalha de bronze | Adrien Tesson            | França           | 174.90 | 56.56 (4) | 118.34 (3) |
| 4                 | Mark Webster             | Austrália        | 159.75 | 59.48 (3) | 100.27 (6) |
| 5                 | Landry Le May            | França           | 157.71 | 46.21 (7) | 111.50 (4) |
| 6                 | Alexander Maszljanko     | Hungria          | 155.86 | 52.23 (5) | 103.63 (5) |
| 7                 | Albert Muck              | Áustria          | 134.39 | 45.72 (8) | 88.67 (7)  |
| 8                 | Tomáš Kupka              | República Tcheca | 132.46 | 50.23 (6) | 82.23 (8)  |
| 9                 | Remington Deion Burghart | Áustria          | 106.97 | 40.69 (9) | 66.28 (9)  |
| WD                | Alexander Borovoj        | Hungria          | —      | — (WD)    |            |

### Individual feminino
| Pos.              | Nome            | Nacionalidade | Pontos | PC        | PL        |
| ----------------- | --------------- | ------------- | ------ | --------- | --------- |
| Medalha de ouro   | Daša Grm        | Eslovênia     | 142.03 | 52.02 (1) | 90.01 (2) |
| Medalha de prata  | Giada Russo     | Itália        | 139.36 | 51.63 (2) | 87.73 (3) |
| Medalha de bronze | Natalie Klotz   | Áustria       | 139.01 | 41.72 (6) | 97.29 (1) |
| 4                 | Sandra Ramond   | França        | 132.60 | 47.86 (3) | 84.74 (4) |
| 5                 | Kerstin Frank   | Áustria       | 131.51 | 46.88 (5) | 84.63 (5) |
| 6                 | Johanna Allik   | Estônia       | 119.73 | 47.29 (4) | 72.44 (6) |
| 7                 | Sarah Anderson  | Alemanha      | 106.52 | 34.84 (8) | 71.68 (7) |
| 8                 | Dária Jakab     | Hungria       | 100.95 | 40.80 (7) | 60.15 (8) |
| 9                 | Christina Grill | Áustria       | 87.00  | 30.16 (9) | 56.84 (9) |

### Duplas
| Pos.            | Nome                          | Nacionalidade | Pontos | PC        | PL        |
| --------------- | ----------------------------- | ------------- | ------ | --------- | --------- |
| Medalha de ouro | Lena Kreitmeier / Anton Kempf | Alemanha      | 107.64 | 39.48 (1) | 68.16 (1) |

### Dança no gelo
| Pos.              | Nome                                 | Nacionalidade | Pontos | PC        | PL        |
| ----------------- | ------------------------------------ | ------------- | ------ | --------- | --------- |
| Medalha de ouro   | Cecilia Törn / Jussiville Partanen   | Finlândia     | 151.26 | 60.64 (1) | 90.62 (1) |
| Medalha de prata  | Lilah Fear / Lewis Gibson            | Reino Unido   | 145.69 | 55.76 (2) | 89.93 (2) |
| Medalha de bronze | Juulia Turkkila / Matthias Versluis  | Finlândia     | 134.79 | 51.35 (4) | 83.44 (3) |
| 4                 | Jennifer Urban / Benjamin Steffan    | Alemanha      | 133.06 | 53.23 (3) | 79.83 (4) |
| 5                 | Jessica Marjot / Alexandr Jemeljanov | Reino Unido   | 86.95  | 33.77 (5) | 53.18 (5) |

## Quadro de medalhas
Sênior
| Ordem | País        | Medalha de ouro | Medalha de prata | Medalha de bronze |    | Ordem por total |
| ----- | ----------- | --------------- | ---------------- | ----------------- | -- | --------------- |
| 1     | Itália      | 1               | 1                |                   | 2  | 1               |
| 2     | Finlândia   | 1               |                  | 1                 | 2  | 1               |
| 3     | Alemanha    | 1               |                  |                   | 1  | 3               |
| 3     | Eslovênia   | 1               |                  |                   | 1  | 3               |
| 5     | Espanha     |                 | 1                |                   | 1  | 3               |
| 5     | Reino Unido |                 | 1                |                   | 1  | 3               |
| 7     | Áustria     |                 |                  | 1                 | 1  | 3               |
| 7     | França      |                 |                  | 1                 | 1  | 3               |
| TOTAL | TOTAL       | 4               | 3                | 3                 | 10 | —               |

Geral
| Ordem | País             | Medalha de ouro | Medalha de prata | Medalha de bronze |    | Ordem por total |
| ----- | ---------------- | --------------- | ---------------- | ----------------- | -- | --------------- |
| 1     | Itália           | 4               | 2                | 2                 | 8  | 1               |
| 2     | Alemanha         | 3               | 2                |                   | 5  | 3               |
| 3     | Reino Unido      | 2               | 1                |                   | 3  | 5               |
| 4     | Hungria          | 1               | 2                | 3                 | 6  | 2               |
| 5     | Áustria          | 1               | 2                | 2                 | 5  | 3               |
| 6     | Bélgica          | 1               | 1                |                   | 2  | 6               |
| 7     | Finlândia        | 1               |                  | 1                 | 2  | 6               |
| 8     | Eslovênia        | 1               |                  |                   | 1  | 8               |
| 9     | Espanha          |                 | 1                |                   | 1  | 8               |
| 10    | França           |                 |                  | 1                 | 1  | 8               |
| 10    | Países Baixos    |                 |                  | 1                 | 1  | 8               |
| 10    | República Tcheca |                 |                  | 1                 | 1  | 8               |
| TOTAL | TOTAL            | 14              | 11               | 11                | 36 | —               |